# Ödön Radvány

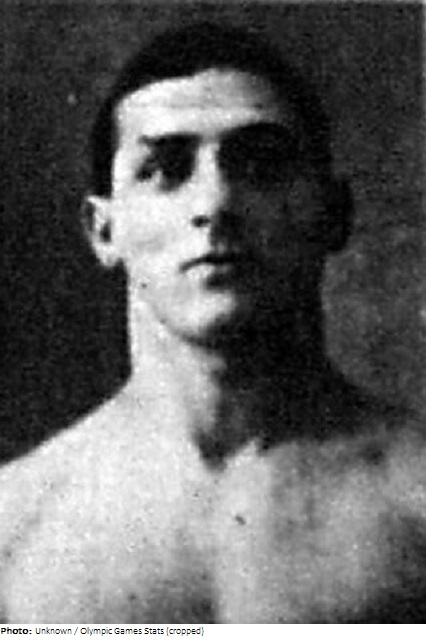
Ödön Radvány

Ödön Radvány [ˈødøn ˈrɒdvaːɲ] (* 27. Dezember 1888 in Budapest, Königreich Ungarn; † 11. März 1959 ebenda) war ein ungarischer Ringer.

## Werdegang
Ödön Radvány stammte aus Budapest und begann in jungen Jahren mit dem Ringen. Er war jüdischen Glaubens und gehörte dem Sportverein VAC Maccabi Budapest an. Bis zu seinem 20. Lebensjahr entwickelte er sich zu einem der besten ungarischen Ringer im Leichtgewicht. Bald stieß er auch in die Weltspitze vor, die im griechisch-römischen Stil, dem Stil, den Radvány rang, ausschließlich aus europäischen Sportlern bestand. Bereits 1910 startete er im heimischen Budapest erstmals bei einer Europameisterschaft im Leichtgewicht (bis 70 kg Körpergewicht). Er musste aber den erfahreneren Ringern noch den Vortritt lassen und landete auf dem 7. Platz.
Im Jahr 1912 gelang ihm mit dem Gewinn der Europameisterschaft im Leichtgewicht (bis 67,5 kg Körpergewicht), wieder in Budapest, der erste Titelgewinn bei einer internationalen Meisterschaft in einer gut besetzten Konkurrenz. Im gleichen Jahr vertrat er Ungarn auch bei den Olympischen Spielen in Stockholm im Leichtgewicht, wo er auf den 5. Platz kam. Nach fünf Siegen scheiterte er dabei an dem Schweden Erik Lund.
Im Jahr 1913 gewann er, erneut in Budapest, seinen zweiten Europameister-Titel. Mit Gottfrid Svensson aus Schweden und Viktor Fischer aus Österreich hatte er dabei zwei ausgesprochen starke Gegner zu schlagen. Danach unterbrach der Erste Weltkrieg die Karriere von Ödön Radvány.
Nach diesem Krieg startete er im Jahr 1920 erstmals bei einer Weltmeisterschaft. In Wien sicherte er sich dabei den 1. Platz. Um diesen WM-Titel zu gewinnen, waren sieben Siege nötig. Im Jahr 1922 war er bei den Weltmeisterschaften in Stockholm auf gutem Wege erneut den WM-Titel zu gewinnen, bis er im letzten Kampf von dem Finnen Edvard Westerlund geschlagen wurde und mit dem Vizeweltmeister-Titel zufrieden sein musste.
Zum Abschluss seiner Karriere nahm er im Jahr 1924, immerhin schon 36 Jahre alt, in Paris  zum zweiten Mal an Olympischen Spielen teil. Er trainierte dazu extra in das Federgewicht (bis 62 kg Körpergewicht) ab. Es war ihm aber nicht vergönnt, eine Medaille zu gewinnen. Nach zwei Siegen musste er zwei Niederlagen von dem Norwegen Arthur Nord und dem Schweden Erik Malmberg einstecken, was ihn auf dem 8. Platz landen ließ. Danach beendete er seine Laufbahn als aktiver Ringer.
Die Ergebnisse der internationalen Meisterschaften, an denen Ödön Radvány teilnahm, sind im folgenden Abschnitt nachzulesen.

## Internationale Erfolge
(OS = Olympische Spiele, WM = Weltmeisterschaft, EM = Europameisterschaft, GR = griechisch-römischer Stil, Fe = Federgewicht, damals bis 62 kg Körpergewicht, Le = Leichtgewicht, damals bis 67,5 bzw. 70 kg Körpergewicht)
- 1910, 7. Platz, EM in Budapest, GR, Le, mit Siegen über József Heitner, Ungarn und Alexei Charassymow, Russland und einer Niederlage gegen Miklós Orosz, Ungarn;
- 1912, 1. Platz, EM in Budapest, GR, Le, vor Árpád Szántó, Ungarn, Theodor Schibilski, Deutschland, Orosz, József Stemmer, Ungarn und Jukka Toivola, Finnland;
- 1912, 5. Platz, Olympische Spiele in Stockholm, GR, Le, mit Siegen über Johan Nilsson, Schweden, Frederik Hansen, Dänemark, Bror Flygare, Schweden, Armas Laitinen, Finnland und August Kippasto, Russland und einer Niederlage gegen Erik Lund, Schweden;
- 1913, 1. Platz, EM in Budapest, GR, Le, vor Gottfrid Svensson, Schweden, Viktor Fische, Österreich, F. Rakovszky, Ungarn und Karel Halík, Böhmen;
- 1920, 1. Platz, WM in Wien, GR, Le, vor Rezső Péter, Ungarn, Miklós Breznotics, Ungarn, Franz Drahozal, Österreich und Sándor Saborsky, Ungarn;
- 1922, 2. Platz, WM in Stockholm, GR, Le, mit Siegen über Jens Boesen, Dänemark, Birger Nilsen, Norwegen und Carlo Weinand, Dänemark und einer Niederlage gegen Edvard Westerlund, Finnland;
- 1924, 8. Platz, OS in Paris, GR, Fe, mit Siegen über Eduard Rottiers, Belgien und Voldemar Väli, Estland und Niederlagen gegen Arthur Nord, Norwegen und Erik Malmberg, Schweden